# Tonia

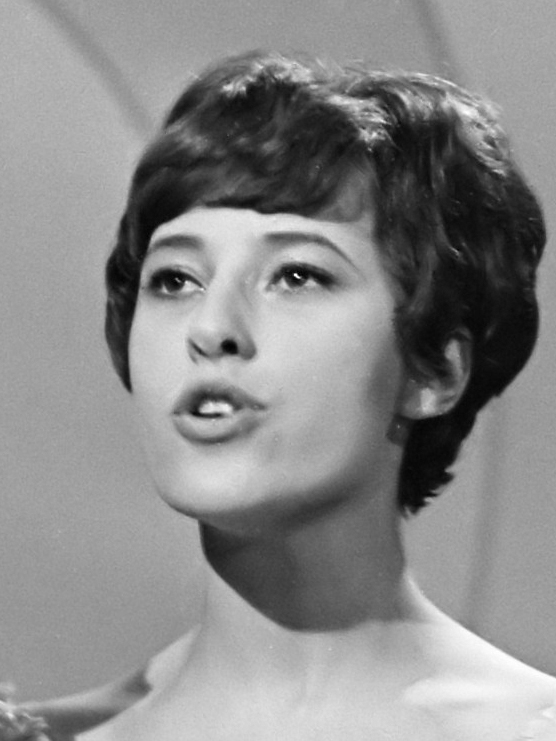
Tonia (1968).

Tonia, nome artístico de Arlette Antoine Dominicus (Anderlecht, 25 de julho de 1947), é uma cantora  belga conhecida internacionalmente por ter representado o seu país no Festival Eurovisão da Canção 1966 que se realizou no Luxemburgo.

## Início da carreira
Tonia lançou o seu primeiro single "Mon p'tit copain de vacances", em 1963, e lançou inúmeros singles. Ela fez várias versões em francês e neerlandês de várias canções populares alemãs.

## Festival Eurovisão da Canção
Foi a vencedora da final belga para o apuramento para o Festival Eurovisão da Canção 1966 (onde interpretou 4 canções), com o tema  "Un peu de poivre, un peu de sel" ("Um Pouco de Pimenta, um Pouco de Sal") que foi escolhida por votação através de correio. No dia  5 de março de 1966 representaria a Bélgica no Festival Eurovisão da Canção 1966.  "Un peu de poivre, un peu de sel" terminou em quarto lugar, entre 18 canções, a melhor classificação para a Bélgica que só seria batido em 1978. Em 1968, Tonia voltaria a participar na seleção belgapara o Festival Eurovisão da Canção com a canção "Il y avait", mas classificou-se em segundo lugar.
Em 1973, participou na final alemã para o Festival Eurovisão da Canção 1973 com duas canções, e mais uma vez não conseguiu, obtendo o mesmo 2.º lugar com a canção '"Sebastian" , ficando a apenas a um ponto da canção vencedora  "Junger Tag" interpretada por Gitte Hænning. Outra canção dela  "Mir gefällt diese Welt", terminaria nesse festival em 7.º lugar.

## Carreira posterior
Depois de participar no Festival Eurovisão da Canção 1966, Tonia lançou a sua atenção para o mercado alemão, onde ela gozou de um certo sucesso durante vários anos.A partir de meados da década de 1970, os lançamentos de discos tornaram-se mais esporádicos. Os seus últimos discos datam dos inícios dos anos 1980, se bem que tenha sido lançada ua compilação em 1990.
Tonia casou duas vezes  com músico, primeiro com Albert Mertens e depois com Paul Bourdiaudhy.

## Discografia
Singles
- 1963 "Mon p'tit copain de vacances"
- 1963 "Avant de t'embrasser"
- 1963 "L'école est finie"
- 1963 "Trois mousquetaires"
- 1964 "La fin d'un amour n'est pas un drame"
- 1964 "Pour mon anniversaire je voudrais un beatle"
- 1965 "Wie heeft"
- 1965 "Ce n'est pas loin, domani"
- 1965 "Toujours les beaux jours"
- 1965 "Ist denn alles aus?"
- 1966 "Un peu de poivre, un peu de sel"
- 1966 "Un grand bateau"
- 1966 "Vorbei sind die Tränen"
- 1967 "Un tout petit pantin"
- 1967 "Joli petit poisson"
- 1967 "Der Gedanke an Dich"
- 1967 "Bonsoir, Chéri"
- 1968 "Karussell"
- 1968 "Weiter, immer weiter"
- 1969 "Texascowboypferdesattelverkäuferin"
- 1969 "Wenn die Nachtigall singt"
- 1971 "Ich will leben nur mit Dir"
- 1972 "Ein grünes Kleeblatt"
- 1973 "Sebastian"
- 1974 "Iedere Nacht is..."
- 1976 "Jahrmarkt der Eitelkeit"
- 1977 "Schönes Theater"
- 1980 "Warum rufst Du mich nicht an?"
- 1982 "Ich will nach Afrika"

Álbuns
- 1981 This Is My Day
- 1990 Les plus grand succès de Tonia